# Bradford Interchange
Il Bradford Interchange è un nodo intermodale che comprende stazione ferroviaria e stazione degli autobus situato a Bradford, in Inghilterra.